# Chen - il pugno che uccide
Chen - il pugno che uccide (Kill or Be Killed o Karate Olympiad) è un film del 1980 per la regia di Ivan Hall. È l'unico film di arti marziali prodotto e girato in Sudafrica.
Il film ha un seguito nel 1981, Kill and Kill Again, dello stesso regista e con lo stesso attore protagonista.

## Trama
Il Barone von Rudloff soffre di visioni, ed è convinto che Adolf Hitler sia ancora vivo.
In un castello sperduto nel Sud Africa sta organizzando un piccolo esercito, e per testarne il valore decide di organizzare un campionato di arti marziali.
Steve Chase e Olga fanno dapprima parte dell'esercito di von Rudloff, ma una volta intuito la follia dell'uomo scappano, per raggiungere le file degli uomini capeggiati da Miyagi, i quali dovranno affrontare e soprattutto sconfiggere il barone impazzito.

## Produzione
Unico film di arti marziali prodotto e girato in Sudafrica, Chen - il pugno che uccide è una pellicola a basso budget. Molti degli interpreti non sono attori professionisti, ma sono stati scelti solo per la loro capacità marziale, coordinati da Norman Robinson e Stan Schmidt (entrambi membri del "South African Martial Arts Hall of Fame"). È uno dei pochi titoli del genere a mostrare vere tecniche di karate, mentre di solito gli viene preferito il kung fu.
Il film venne girato in Sudafrica nel 1977 col titolo Karate Olympiad.

## Distribuzione
Venne distribuito solo tre anni dopo essere stato profdotto, nel 1980, quando negli Stati Uniti la moda dei film di arti marziali era finita da tempo; fu distribuito in Italia con un titolo ed un poster che rimanda ad un personaggio di Bruce Lee.

## Seguito
Il film ha un seguito nel 1981, Kill and Kill Again, dello stesso regista e con lo stesso attore protagonista.